# 10원 동전
10원 동전은 대한민국의 중앙은행인 한국은행에서 발행하는 대한민국 원 동전 가운데 하나이다. 앞면에는 신라 시대의 석탑인 경주 불국사 다보탑이 그려져 있고 10원을 뜻하는 "십원"이라는 글이 쓰여져 있다. 뒷면에는 10원을 뜻하는 아라비아 숫자 "10"과 제조 연도, "한국은행"이라는 글이 쓰여져 있다. 소재는 구리 도금 알루미늄(구리 48%, 알루미늄 52%), 테두리는 평면이며 무게는 1.22g, 지름은 18.0mm, 두께는 1.20mm이다.
1966년 8월 16일에 황동(구리 88%, 아연 12%)으로 주조된 가 10원 동전이 발행되었다. 1970년 7월 16일에 구리와 아연의 배합 비율을 조절하고 무게를 줄인 나 10원 동전이 발행되었고 1983년 1월 15일에 디자인 양식을 500원 동전에 맞춰서 수정한 다 10원 동전이 발행되었다. 2006년 12월 18일에 원자재 가격 상승으로 인하여 소재를 구리 도금 알루미늄(구리 48%, 알루미늄 52%)으로 바꾸고 무게와 지름을 줄인 라 10원 동전이 발행되었다.

## 연혁
- 1966년 8월 16일: 가 10원 동전 발행. (소재: 황동(구리 88%, 아연 12%), 무게: 4.22g, 지름: 22.86mm, 두께: 1.38mm, 테두리: 평면, 도안 소재: 앞면 - 경주 불국사 다보탑·액면 단위의 한국어 표기(십원)·중앙은행의 한국어 표기(한국은행), 뒷면 - 액면 숫자·중앙은행의 영어 표기(The Bank of Korea)·발행 연도)
- 1970년 7월 16일: 나 10원 동전 발행. (소재: 황동(구리 65%, 아연 35%), 무게: 4.06g, 지름: 22.86mm, 두께: 1.40mm, 테두리: 평면, 도안 소재: 앞면 - 경주 불국사 다보탑·액면 단위의 한국어 표기(십원)·중앙은행의 한국어 표기(한국은행), 뒷면 - 액면 숫자·중앙은행의 영어 표기(The Bank of Korea)·발행 연도)
- 1983년 1월 15일: 다 10원 동전 발행. (소재: 황동(구리 65%, 아연 35%), 무게: 4.06g, 지름: 22.86mm, 두께: 1.43mm, 테두리: 평면, 도안 소재: 앞면 - 경주 불국사 다보탑·액면 단위의 한국어 표기(십원), 뒷면 - 액면 숫자·중앙은행의 한국어 표기(한국은행)·발행 연도)
- 2006년 12월 18일: 라 10원 동전 발행. (소재: 구리 도금 알루미늄(구리 48%, 알루미늄 52%), 무게: 1.22g, 지름: 18.0mm, 두께: 1.20mm, 테두리: 평면, 도안 소재: 앞면 - 경주 불국사 다보탑·액면 단위의 한국어 표기(십원), 뒷면 - 액면 숫자·중앙은행의 한국어 표기(한국은행)·발행 연도)

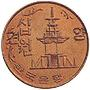
1966년부터 1969년까지 발행된 10원 동전의 앞면
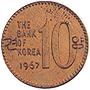
1966년부터 1969년까지 발행된 10원 동전의 뒷면
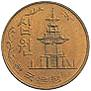
1970년부터 1982년까지 발행된 10원 동전의 앞면
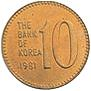
1970년부터 1982년까지 발행된 10원 동전의 뒷면
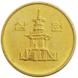
1983년부터 2006년까지 발행된 10원 동전의 앞면
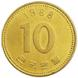
1983년부터 2006년까지 발행된 10원 동전의 뒷면
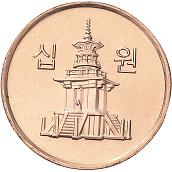
2006년부터 발행되고 있는 10원 동전의 앞면
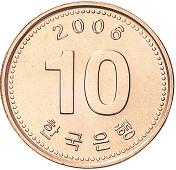
2006년부터 발행되고 있는 10원 동전의 뒷면